# Алехно, Руслан Фёдорович
Русла́н Фёдорович Алехно́ (бел. Руслан Фёдаравіч Аляхно; род. 14 октября 1981, Бобруйск, Могилёвская область, Белорусская ССР, СССР) — белорусский эстрадный певец и композитор, заслуженный артист Республики Беларусь (2021). Победитель конкурса «Народный артист» в 2004 году на телеканале «Россия», участник «Евровидения-2008», победитель третьего сезона шоу «Один в один!». Кавалер ордена «За вклад в развитие культуры России» и медали Франциска Скорины. Почётный гражданин города Бобруйска.

## Биография

### Ранние годы
Родился 14 октября 1981 года в Бобруйске. Отец Фёдор Васильевич Алехно — военный. Мать Галина Ивановна Алехно — мастер на швейной фабрике. Младший брат Юрий Алехно — дизайнер.
В 8 лет поступил в музыкальную школу и окончил её по классу «труба и баян». Также во время получения музыкального образования овладел игрой на гитаре, рояле и ударных инструментах. С 15 лет принимал участие в вокальных конкурсах. После окончания средней школы поступил в Бобруйский Государственный автотранспортный колледж по специальности «Организация перевозок и управление движением на автотранспорте». Получив диплом о среднем специальном образовании, был призван в армию. Отслужив срочную службу (1,5 года в войсках ПВО), перевёлся на контрактную службу, в «Академический ансамбль песни и танца Вооружённых Сил Республики Беларусь», с которым гастролировал два с половиной года по Европе. Окончил школу эстрадного пения в Греции. Окончил с красным дипломом и степенью магистра факультет музыкального искусства Московского государственного института культуры.

### Карьера
В 2004 году Алехно стал победителем второго сезона проекта «Народный артист».

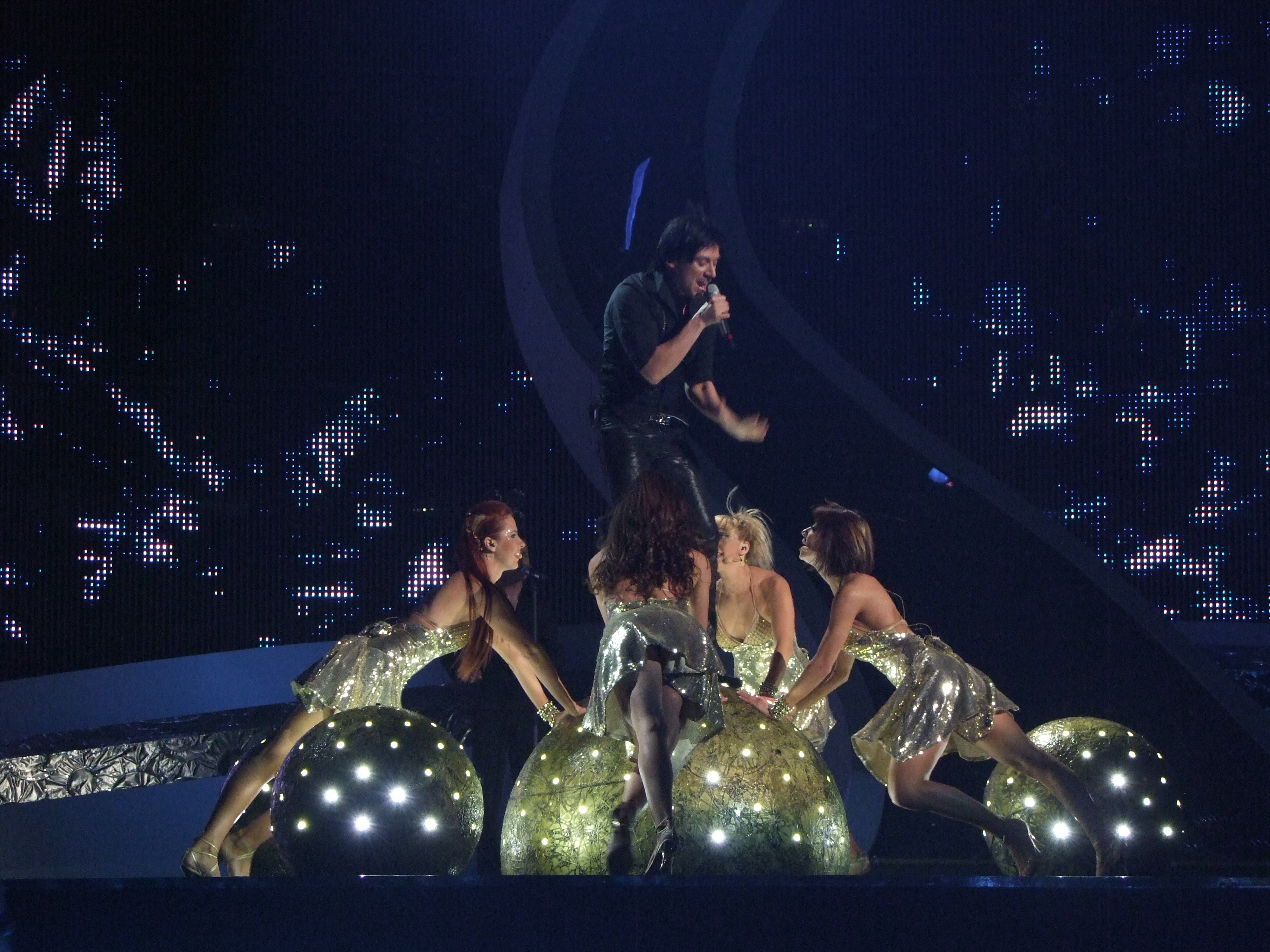
Выступление на «Евровидении-2008» с песней Hasta la Vista

В 2008 году Руслан Алехно выиграл национальный отборочный тур ЕвроФест в Минске и представил Беларусь на конкурсе «Евровидение» в Белграде, Сербия. Алехно выступил во втором полуфинале конкурса 22 мая 2008 года с песней Hasta la Vista, но не прошёл в финал.
В 2011 году принял участие в проекте Первого канала «Специальное задание».
26 мая 2013 года Международная Академия общественного признания наградила Руслана Алехно орденом «За вклад в развитие культуры России».
В 2015 году принял участие в третьем сезоне шоу «Один в один!», 24 мая по итогам народного голосования был объявлен победителем сезона. В 2016 году повторно принял участие в шоу.
В июле 2016 года на фестивале «Славянский базар в Витебске» был награждён дипломом Постоянного комитета Союзного государства «За творческое воплощение идей дружбы народов Беларуси и России». В 2017 году чрезвычайный и Полномочный Посол Беларуси в России Игорь Петришенко вручил певцу за значительный вклад в развитие и укрепление белорусско-российских культурных связей благодарность дипмиссии.
В мае 2017 года состоялась премьера клипа на песню «Спасибо», которая становится официальным саундтреком к художественному фильму «Пёс Рыжий», повествующему о собаках-истребителях танков, героически сражавшихся вместе с людьми на фронтах Великой Отечественной войны.
В 2017 году стал Президентом Международного детско-юношеского фестиваля искусств «Талантиада».
В сентябре 2017 года на телеканале «Мир 24» вышло шоу «Во весь голос». Алехно принял участие в качестве наставника команды Беларуси.
18 апреля 2018 года в Бобруйске состоялся благотворительный концерт «По зову сердца всем миром», при участии звёзд белорусской и российской эстрады. Все собранные средства направлены на реконструкцию Бобруйской городской детской больницы. Руслан является инициатором и организатором этого проекта.
В 2019 году стал звёздным послом II Европейских игр, которые проходили в июне в Минске.
В 2019 году принял участие в восьмом сезоне шоу «Голос».
10 сентября 2021 года Президент Республики Беларусь подписал указ о присвоении эстрадному артисту Руслану Алехно почётного звания «Заслуженный артист Республики Беларусь», (указ № 334 от 10.09.21).
В октябре 2021 года на телеканале «Беларусь 1» стартовало шоу талантов белорусской версии «X-Фактор». Алехно стал членом жюри и наставником трёх сезонов.
В 2022 году принял участие в 3 сезоне российской версии шоу «Маска» на телеканале «НТВ», где выступал в костюме Малыша. Проект покинул в 8 выпуске.
15 июля 2023 года на фестивале «Славянский базар в Витебске» состоялась презентация сольного альбома «А мы будем счастливыми» Руслана Алехно. В альбом вошло 15 песен, написанных композитором Олегом Шаумаровым и поэтессой Анной Селук.

### Личная жизнь
С июля 2009 по июнь 2011 годы был женат на актрисе Ирине Медведевой. До этого пара в течение 5 лет состояла в фактическом браке.
Вторая жена (с 2016 года) Юлия Алехно. 31 марта 2017 года родилась дочь Варвара.

## Политические взгляды
Является сторонником политики президента Беларуси Александра Лукашенко. В сентябре 2020 года снялся в клипе «Любимую не отдают», целью которого является поддержка Александра Лукашенко во время белорусских массовых протестов против фальсификации результатов выборов.

В октябре 2021 года в эфире программы «Марков. Ничего личного» телеканала ОНТ заявил, что подвергся хейту в соцсетях, так как в острый период не поддержал оппозицию, а остался верен обыкновенным, как выразился Марков, взглядам. Что касается своей позиции, то Алехно отметил, что никогда её не менял. 
«Есть чёткая гражданская позиция. Возьмите меня, многие следят за моими интервью. Я не менял свою позицию никогда. Вопрос другой: а что эти люди предложили? Они предложили демонтировать то, что имеем. Что они хотят построить, на чьи средства, откуда эти деньги?».
В 2022 году поддержал вторжение России на Украину, выступил на концерте посвящённом «Дню России» в оккупированном российскими войсками Херсоне. Национальное агентство по предотвращению коррупции Украины выступило с инициативой о введении против Алехно международных санкций из-за участия в концерте «Крымская весна» в марте 2022 года и поддержки войны против Украины. Ранее Алехно был внесён ФБК в список коррупционеров и разжигателей войны за в участие в концертах в поддержку войны против Украины.

## Награды
- 2000 г. Победитель конкурса «Виват-Победа»
- 2001 г. Первая премия на международном конкурсе в Польше
- 2001 г. Гран-при Международного конкурса военно-патриотической песни России
- 2002 г. Лауреат конкурса белорусской песни и поэзии
- 2003 г. Вторая премия на фестивале «Золотой шлягер»
- 2003 г. «Чистый голос» фестиваля «На перекрестках Европы»
- 2004 г. Вторая премия Международного Фестиваля песни «Мальвы» (Польша)
- 2004 г. Победитель телевизионного конкурса «Народный артист — 2» канала «Россия»
- 2005 г. Первая премия Всероссийского конкурса патриотической песни
- 2008 г. Представитель Республики Беларусь на конкурсе «Евровидение»
- 2013 г. Орден «За вклад в развитие культуры России»
- 2013 г. Лауреат премии «Песня года Беларуси» — за песню «Любимая»
- 2015 г. Победитель третьего сезона «Один в один»
- 2016 г. Диплом «За творческое воплощение идей дружбы народов Беларуси и России»
- 2016 г. Медаль Министерства обороны РФ «Участнику военной операции в Сирии»[45]
- 2018 г. Медаль Франциска Скорины[46]
- 2021 г. Заслуженный артист Республики Беларусь[47]
- 2021 г. Орден святителя Кирилла Туровского II степени (Белорусская православная церковь)[48]
- 2022 г. Премия «Шансон года» — за песню «Виноват, прости»
- 2022 г. Лауреат фестиваля «Песня года» — за песню «Виноват, прости»
- 2023 г. Специальная награда «Песни года Беларуси» — «За верность белорусской эстраде»[49]
- 2023 г. Премия «Шансон года» — за песню «Ждёт меня любимая»
- 2024 г. Премия «Шансон года» — за песню «А мы будем счастливыми»
- 2025 г. Лауреат премии «Песня года Беларуси» — лучший исполнитель в номинации «Мужской вокал»[50]

## Дискография
- «Рано или поздно» (2005)
- «Hasta la Vista» (2008)
- «Наследие» (2013)
- «Избранное» (2015)
- «Я подарю тебе любовь» (2017)
- «Моя душа» (2019)
- «А мы будем счастливыми» (2023)

| Год  | Название                                                                                   | Чарты                      | Чарты                          | Чарты                              | Чарты                            | Чарты                             | Чарты                      | Чарты                      |
| Год  | Название                                                                                   | СНГ (Tophit Общий Топ-100) | Россия (Tophit Россия Топ-100) | Россия (Tophit Московский Топ-100) | Украина (Tophit Украина Топ-100) | Украина (Tophit Киевский Топ-100) | Audience Choice TopHit 100 | СНГ (Tophit Годовой общий) |
| ---- | ------------------------------------------------------------------------------------------ | -------------------------- | ------------------------------ | ---------------------------------- | -------------------------------- | --------------------------------- | -------------------------- | -------------------------- |
| 2004 | «Необыкновенная» (feat. Александр Панайотов & Алексей Чумаков)                             | 59                         | -                              | -                                  | -                                | -                                 | -                          | -                          |
| 2005 | «Рано или поздно»                                                                          | 98                         | -                              | -                                  | -                                | -                                 | -                          | -                          |
| 2005 | «Новый „Новый Год“» (feat. Алексей Гоман, Александр Панайотов, Алексей Чумаков & A Sortie) | 17                         | -                              | 27                                 | -                                | -                                 | 27                         | -                          |
| 2006 | «Золотая моя» (feat. Алексей Гоман)                                                        | 95                         | -                              | -                                  | -                                | -                                 | 39                         | -                          |
| 2006 | «Неуловимый Джо»                                                                           | -                          | -                              | -                                  | -                                | -                                 | -                          | -                          |
| 2006 | «Если рядом я и ты»                                                                        | -                          | -                              | -                                  | -                                | -                                 | -                          | -                          |
| 2006 | «Жемчужинка» (feat. Алексей Гоман & Амархуу Борхуу)                                        | -                          | -                              | -                                  | -                                | -                                 | 80                         | -                          |
| 2007 | «Лебеди»                                                                                   | -                          | -                              | -                                  | -                                | -                                 | 51                         | -                          |
| 2007 | «Бегущая по волнам»                                                                        | -                          | -                              | -                                  | -                                | -                                 | 122                        | -                          |
| 2008 | «Hasta La Vista»                                                                           | -                          | -                              | -                                  | -                                | -                                 | 146                        | -                          |
| 2008 | «Небо на игле Адмиралтейства»                                                              | -                          | -                              | -                                  | -                                | -                                 | 122                        | -                          |
| 2008 | «Недотрога»                                                                                | -                          | -                              | -                                  | -                                | -                                 | 75                         | -                          |
| 2011 | «Гори в любви»                                                                             | -                          | -                              | -                                  | -                                | -                                 | 94                         | -                          |
| 2012 | «Оглянись»                                                                                 | -                          | -                              | -                                  | -                                | -                                 | 117                        | -                          |
| 2012 | «Не забыть»                                                                                | -                          | -                              | -                                  | -                                | -                                 | 91                         | -                          |
| 2012 | «Надо подумать» (feat. Ирина Медведева)                                                    | -                          | -                              | -                                  | -                                | -                                 | 91                         | -                          |
| 2013 | «Сердце из стекла» (feat. Ирина Медведева)                                                 | -                          | -                              | -                                  | -                                | -                                 | 6                          | -                          |
| 2013 | «Любимая»                                                                                  | -                          | -                              | -                                  | -                                | -                                 | 48                         | -                          |
| 2014 | «Сердце из стекла» (feat. Валерия)                                                         | 100                        | -                              | -                                  | -                                | -                                 | 27                         | -                          |
| 2022 | «Виноват, прости»                                                                          | 23                         | 14                             | -                                  | -                                | -                                 | 12                         | 6                          |
| 2022 | «Ждёт меня любимая»                                                                        | -                          | -                              | 16                                 | -                                | -                                 | 11                         | 9                          |
| 2022 | «Я поцелую руки мамы»                                                                      | -                          | -                              | 23                                 | -                                | -                                 | 34                         | -                          |

«—» песня отсутствовала в чарте